# Natação no Campeonato Mundial de Esportes Aquáticos de 2011 - 200 m peito masculino
A prova dos 200 metros nado peito masculino da natação no Campeonato Mundial de Esportes Aquáticos de 2011 ocorreu nos dias 28 de julho e 29 de julho no Shanghai Oriental Sports Center  em Xangai.

## Recordes
Antes desta competição, os recordes mundiais e do campeonato nesta prova eram os seguintes:
| Tipo                  | Atleta             | Tempo   | Local | Data                |
| --------------------- | ------------------ | ------- | ----- | ------------------- |
|                       | Christian Sprenger | 2:07.31 | Roma  | 30 de julho de 2009 |
| Recorde do campeonato | Christian Sprenger | 2:07.31 | Roma  | 30 de julho de 2009 |

## Medalhistas
| Ouro                | Prata                 | Bronze                   |
| Dániel Gyurta (HUN) | Kosuke Kitajima (JPN) | Christian vom Lehn (GER) |

## Resultados

### Eliminatórias
57 nadadores  de 48 nações participaram da prova. Os 16 melhores competidores se classificaram para as semifinais.
| Pos. | Bateria | Raia | Nadador              | Nacionalidade  | Tempo   | Notas |
| ---- | ------- | ---- | -------------------- | -------------- | ------- | ----- |
| 1    | 5       | 2    | Giedrius Titenis     | Lituânia       | 2:10.33 | Q     |
| 2    | 8       | 5    | Christian vom Lehn   | Alemanha       | 2:10.67 | Q     |
| 3    | 8       | 3    | Eric Shanteau        | Estados Unidos | 2:10.77 | Q     |
| 4    | 6       | 4    | Dániel Gyurta        | Hungria        | 2:10.78 | Q     |
| 5    | 7       | 3    | Michael Jamieson     | Reino Unido    | 2:11.06 | Q     |
| 6    | 7       | 4    | Kosuke Kitajima      | Japão          | 2:11.17 | Q     |
| 7    | 6       | 8    | Michael Brown        | Canadá         | 2:11.51 | Q     |
| 8    | 7       | 6    | Andrew Willis        | Reino Unido    | 2:11.59 | Q     |
| 9    | 6       | 3    | Melquiades Alvarez   | Espanha        | 2:11.86 | Q     |
| 10   | 5       | 7    | Glenn Snyders        | Nova Zelândia  | 2:12.38 | Q     |
| 11   | 8       | 2    | Neil Versfeld        | África do Sul  | 2:12.54 | Q     |
| 12   | 6       | 2    | Laurent Carnol       | Luxemburgo     | 2:12.56 | Q     |
| 13   | 6       | 6    | Lennart Stekelenburg | Países Baixos  | 2:12.69 | Q     |
| 14   | 6       | 7    | Choi Kyu-Woong       | Coreia do Sul  | 2:12.69 | Q     |
| 15   | 8       | 4    | Naoya Tomita         | Japão          | 2:12.73 | Q     |
| 16   | 8       | 7    | Akos Molnar          | Hungria        | 2:12.78 | Q     |
| 17   | 8       | 8    | Huang Chaosheng      | China          | 2:13.02 |       |
| 18   | 7       | 7    | Elliott Keefer       | Estados Unidos | 2:13.13 |       |
| 19   | 5       | 4    | Igor Borysik         | Ucrânia        | 2:13.17 |       |
| 20   | 8       | 1    | Maksym Shemberev     | Ucrânia        | 2:13.18 |       |

| Ver o restante da classificação | Ver o restante da classificação | Ver o restante da classificação | Ver o restante da classificação | Ver o restante da classificação | Ver o restante da classificação | Ver o restante da classificação |
| Pos.                            | Bateria                         | Raia                            | Nadador                         | Nacionalidade                   | Tempo                           | Notas                           |
| ------------------------------- | ------------------------------- | ------------------------------- | ------------------------------- | ------------------------------- | ------------------------------- | ------------------------------- |
| 21                              | 7                               | 5                               | Brenton Rickard                 | Austrália                       | 2:13.51                         |                                 |
| 22                              | 7                               | 1                               | Xue Ruipeng                     | China                           | 2:13.54                         |                                 |
| 23                              | 8                               | 6                               | Hugues Duboscq                  | França                          | 2:13.56                         |                                 |
| 24                              | 5                               | 6                               | Sławomir Kuczko                 | Polónia                         | 2:13.75                         |                                 |
| 25                              | 5                               | 1                               | Jakob Sveinsson                 | Islândia                        | 2:13.84                         |                                 |
| 26                              | 6                               | 1                               | Craig Calder                    | Austrália                       | 2:13.90                         |                                 |
| 27                              | 5                               | 5                               | Andrew Dickens                  | Canadá                          | 2:14.36                         |                                 |
| 28                              | 4                               | 6                               | Nuttapong Ketin                 | Tailândia                       | 2:14.68                         |                                 |
| 29                              | 4                               | 5                               | Carlos Almeida                  | Portugal                        | 2:14.86                         |                                 |
| 30                              | 7                               | 2                               | Anton Lobanov                   | Rússia                          | 2:14.99                         |                                 |
| 31                              | 4                               | 1                               | Jorge Murillo                   | Colômbia                        | 2:15.41                         | Recorde nacional                |
| 32                              | 5                               | 3                               | Hunor Mate                      | Áustria                         | 2:15.45                         |                                 |
| 33                              | 7                               | 8                               | Vladislav Polyakov              | Cazaquistão                     | 2:15.70                         |                                 |
| 34                              | 3                               | 3                               | Tomas Klobucnik                 | Eslováquia                      | 2:16.53                         |                                 |
| 35                              | 4                               | 4                               | Mattia Pesce                    | Itália                          | 2:16.67                         |                                 |
| 36                              | 3                               | 4                               | Edgar Crespo                    | Panamá                          | 2:17.38                         |                                 |
| 37                              | 4                               | 7                               | Sofiane Daid                    | Argélia                         | 2:18.32                         |                                 |
| 38                              | 3                               | 7                               | Irakli Bolkvadze                | Geórgia                         | 2:18.42                         |                                 |
| 39                              | 4                               | 2                               | Martti Aljand                   | Estónia                         | 2:18.65                         |                                 |
| 40                              | 4                               | 3                               | David Oliver Mercado            | México                          | 2:18.72                         |                                 |
| 41                              | 4                               | 8                               | Indra Gunawan                   | Indonésia                       | 2:18.89                         |                                 |
| 42                              | 3                               | 2                               | Azad Al-Barazi                  | Síria                           | 2:19.71                         |                                 |
| 43                              | 3                               | 5                               | Aleksandrov Dmitrii             | Quirguistão                     | 2:21.51                         |                                 |
| 44                              | 3                               | 8                               | Pedro Pinotes                   | Angola                          | 2:21.65                         |                                 |
| 45                              | 3                               | 6                               | Juan Guerra                     | El Salvador                     | 2:22.82                         |                                 |
| 46                              | 2                               | 3                               | Eli Ebenezer Wong               | Marianas Setentrionais          | 2:23.35                         |                                 |
| 47                              | 2                               | 4                               | Genaro Britez                   | Paraguai                        | 2:23.78                         |                                 |
| 48                              | 3                               | 1                               | Timothy Ferris                  | Zimbabwe                        | 2:23.96                         |                                 |
| 49                              | 2                               | 5                               | Jordy Groters                   | Aruba                           | 2:24.60                         |                                 |
| 50                              | 2                               | 7                               | Wael Koubrousli                 | Líbano                          | 2:27.08                         |                                 |
| 51                              | 2                               | 6                               | Diguan Pigot                    | Suriname                        | 2:27.21                         |                                 |
| 52                              | 1                               | 5                               | Benjamin Schulte                | Guam                            | 2:28.21                         |                                 |
| 53                              | 1                               | 4                               | Andrew Rutherfurd               | Bolívia                         | 2:30.78                         |                                 |
| 54                              | 2                               | 2                               | Tarco Liobet                    | Bolívia                         | 2:30.98                         |                                 |
| 55                              | 1                               | 3                               | Mamitina Ramanantsoa            | Madagáscar                      | 2:35.35                         |                                 |
| –                               | 5                               | 8                               | Panagiotis Samilidis            | Grécia                          |                                 | DNS                             |
| –                               | 6                               | 5                               | Alexander Dale Oen              | Noruega                         |                                 | DNS                             |

### Semifinal
Estes são os resultados das semifinais.

#### Semifinal 1
| Pos. | Raia | Nadador            | Nacionalidade | Tempo   | Notas |
| ---- | ---- | ------------------ | ------------- | ------- | ----- |
| 1    | 3    | Kosuke Kitajima    | Japão         | 2:08.81 | Q     |
| 2    | 5    | Dániel Gyurta      | Hungria       | 2:08.92 | Q     |
| 3    | 4    | Christian vom Lehn | Alemanha      | 2:09.44 | Q     |
| 4    | 6    | Andrew Willis      | Reino Unido   | 2:10.49 | Q     |
| 5    | 1    | Choi Kyu-Woong     | Coreia do Sul | 2:11.27 | Q     |
| 6    | 2    | Glenn Snyders      | Nova Zelândia | 2:11.68 |       |
| 7    | 8    | Akos Molnar        | Hungria       | 2:12.07 |       |
| 8    | 7    | Laurent Carnol     | Luxemburgo    | 2:12.23 |       |

#### Semifinal 2
| Pos. | Raia | Nadador              | Nacionalidade  | Tempo   | Notas |
| ---- | ---- | -------------------- | -------------- | ------- | ----- |
| 1    | 5    | Eric Shanteau        | Estados Unidos | 2:10.03 | Q     |
| 2    | 3    | Michael Jamieson     | Reino Unido    | 2:10.54 | Q     |
| 3    | 4    | Giedrius Titenis     | Lituânia       | 2:11.43 | Q     |
| 4    | 6    | Michael Brown        | Canadá         | 2:11.63 |       |
| 5    | 1    | Lennart Stekelenburg | Países Baixos  | 2:11.72 |       |
| 6    | 8    | Naoya Tomita         | Japão          | 2:11.98 |       |
| 7    | 2    | Melquiades Alvarez   | Espanha        | 2:12.15 |       |
| 8    | 7    | Neil Versfeld        | África do Sul  | 2:12.32 |       |

### Final
Estes são os resultados da final.
| Pos.              | Raia | Nadador            | Nacionalidade  | Tempo   | Notas            |
| ----------------- | ---- | ------------------ | -------------- | ------- | ---------------- |
| Medalha de ouro   | 5    | Dániel Gyurta      | Hungria        | 2:08.41 |                  |
| Medalha de prata  | 4    | Kosuke Kitajima    | Japão          | 2:08.63 |                  |
| Medalha de bronze | 3    | Christian vom Lehn | Alemanha       | 2:09.06 |                  |
| 4                 | 6    | Eric Shanteau      | Estados Unidos | 2:09.28 |                  |
| 5                 | 7    | Michael Jamieson   | Reino Unido    | 2:10.67 |                  |
| 6                 | 8    | Giedrius Titenis   | Lituânia       | 2:11.07 |                  |
| 7                 | 1    | Choi Kyu-Woong     | Coreia do Sul  | 2:11.17 | Recorde nacional |
| 8                 | 2    | Andrew Willis      | Reino Unido    | 2:11.29 |                  |

Legenda
| Recorde mundial       | Recorde mundial (World record)               |                       | Recorde africano                      | Recorde africano (African) |                                           | Q | Classificado por posição (Qualified) |
| Recorde do campeonato | Recorde do campeonato (Championship record)  | Recorde da América    | Recorde da América (Americas)         | q                          | Classificado por melhor tempo (Qualified) |   |                                      |
| Melhor marca do ano   | Melhor marca do ano (World leading)          | Recorde asiático      | Recorde asiático (Asian)              | DNS                        | Não largou (Did not start)                |   |                                      |
| Recorde nacional      | Recorde nacional (National record)           | Recorde europeu       | Recorde europeu (European)            | DNF                        | Não terminou (Did not finish)             |   |                                      |
| Recorde pessoal       | Recorde pessoal do atleta (Personal best)    | Recorde da Oceania    | Recorde da Oceania (Oceania)          | DSQ / DQ                   | Desclassificado (Disqualified)            |   |                                      |
| Recorde da temporada  | Recorde da temporada do atleta (Season best) | Recorde sul-americano | Recorde sul-americano (South America) | NM                         | Sem marca (No mark)                       |   |                                      |